# 시티즌 AA
시티즌 AA(영어: The Citizen Athletic Association, Citizen AA) 또는 시티즌 체육회, 공민 체육회(중국어: 公民體育會)는 홍콩의 축구 클럽으로, 현재 홍콩 1부 리그에서 활동하고 있다.

## 성적
- 홍콩 1부 리그
  - 준우승 (1): 2007–08
- 홍콩 2부 리그
  - 우승 (2): 1999–2000, 2003–04
- 홍콩 FA컵
  - 우승 (1): 2007–08
  - 준우승 (1): 2009–10

## 선수 명단

### 현역
참고: FIFA 자격 규정에 따라 소속된 국가대표팀 국기를 표시합니다. 선수는 복수의 FIFA 비회원국 국적을 가지고 있을 수 있습니다.
| 번호 | 포지션 | 국적 | 이름 |
| ---- | ------ | ---- | ---- |

| 번호 | 포지션 | 국적 | 이름 |
| ---- | ------ | ---- | ---- |

## 역대 감독
| 감독   | 임기   |
| ------ | ------ |
| 로콴이 | 2023 ~ |